# New York Film Critics Circle Awards 1961
La 27ª edizione della cerimonia dei New York Film Critics Circle Awards, annunciata il 28 dicembre 1961, si è tenuta il 20 gennaio 1962 ed ha premiato i migliori film usciti nel corso del 1961.

## Vincitori

### Miglior film
- West Side Story, regia di Jerome Robbins e Robert Wise

### Miglior regista
- Robert Rossen - Lo spaccone (The Hustler)

### Miglior attore protagonista
- Maximilian Schell - Vincitori e vinti (Judgment at Nuremberg)

### Miglior attrice protagonista
- Sophia Loren - La ciociara

### Miglior sceneggiatura
- Abby Mann - Vincitori e vinti (Judgment at Nuremberg)

### Miglior film in lingua straniera
- La dolce vita, regia di Federico Fellini • Italia/Francia